# Kühlmittelkreislauf
Ein Kühlmittelkreislauf ist ein System, das dazu dient, eine sich selbst erhitzende oder von außen erhitzte Einrichtung auf ein angemessenes Maß abzukühlen. Im Allgemeinen besteht dieses System aus Rohrleitungen, Pumpen und einer Wärmesenke. Ein im Kreislauf zirkulierendes Kühlmittel (z. B. Wasser) wird an der Wärmequelle entlanggeführt, erwärmt sich dabei und gibt die aufgenommene Wärme an der Wärmesenke wieder ab.

## Funktionsweise
Ein Kühlmittelkreislauf ist ein geschlossenes System, das in verschiedenen technischen Anwendungen eingesetzt wird, um Wärme von einem Ort zu einem anderen zu transportieren und somit Temperaturen zu regulieren. Dieser Kreislauf wird oft in Kühlsystemen, Klimaanlagen, Heizungsanlagen, Motorkühlung in Fahrzeugen, Kraftwerken und anderen Anwendungen verwendet.
Grundlegende Funktionsweise und Komponenten:
1. Kühlmittel: Das Kühlmittel ist eine Flüssigkeit oder ein Gas, das Wärme aufnehmen und transportieren kann. Es hat die Aufgabe, die Wärme von einem Ort, der gekühlt werden muss (z. B. einem Motor), zu einem Ort zu transportieren, an dem die Wärme abgegeben wird (z. B. einem Kühler oder einem Wärmetauscher).
2. Wärmequelle: Die Wärmequelle ist der Ort, an dem Wärme erzeugt wird. Dies kann beispielsweise der Motor eines Fahrzeugs, ein elektrisches Gerät oder ein Prozess in einer Industrieanlage sein. Die Wärmequelle erhitzt das Kühlmittel.
3. Wärmetauscher: Der Wärmetauscher ist ein Bauteil, in dem das erhitzte Kühlmittel seine Wärme an die Umgebung abgibt oder an einen anderen Kreislauf überträgt. In Klimaanlagen gibt der Wärmetauscher die Wärme an die Außenluft ab, während er in Heizsystemen die Wärme an die Innenräume abgibt.
4. Pumpe: Eine Pumpe ist dafür verantwortlich, das Kühlmittel durch den Kreislauf zu bewegen. Sie erzeugt einen Druck, der das Kühlmittel von der Wärmequelle zum Wärmetauscher und zurücktransportiert. Es gibt auch Kühlmittelkreisläufe, welche ausschließlich auf Konvektion basieren, und somit ohne Pumpen auskommen.
5. Expansionsventil: Das Expansionsventil reguliert den Druck und die Temperatur des Kühlmittels, wenn es durch den Kreislauf zirkuliert. Es hilft dabei, den Kreislauf effizient zu gestalten und die gewünschte Temperaturregelung zu erreichen.

### Kühlmittelkreislauf Zyklus
Der Kühlmittelkreislauf folgt einem ständigen Zyklus: Das Kühlmittel wird von der Wärmequelle aufgenommen und erhitzt, dann durch die Pumpe zum Wärmetauscher geleitet, wo es seine Wärme abgibt, und schließlich durch das Expansionsventil zurück zur Wärmequelle transportiert, um den Kreislauf erneut zu durchlaufen. Dieser Prozess ermöglicht es, Wärme zu regulieren und die Temperatur in verschiedenen Anwendungen zu kontrollieren. Je nach Anwendung und System können Kühlmittelkreisläufe verschiedene Medien und komplexe Steuerungen verwenden, um die gewünschten Temperaturen zu erreichen und aufrechtzuerhalten.

## Anwendung in der Kerntechnik
In der Kerntechnik dient der Kühlmittelkreislauf dazu, die im Reaktorkern durch Kernspaltung erzeugte Wärme abzuführen und mit Hilfe der Turbinen in elektrische Energie umzuwandeln. Gleichzeitig wird dadurch eine unzulässige Überhitzung des Reaktorkerns verhindert, der zur Kernschmelze führen könnte. Bei flüssigen Kühlmitteln spielt der Dampfblasenkoeffizient eine Rolle. Vereinfacht gesagt ist er positiv, wenn das Kühlmittel in erster Linie als Neutronengift in Erscheinung tritt und negativ, wenn das Kühlmittel der hauptsächliche oder einzige Neutronenmoderator ist. Zu große positive Dampfblasenkoeffizienten führen im schlimmsten Fall durch positive Rückkopplung zu einem Vorgehen analog zum (chemischen) thermischen Durchgehen.

### Übliche Kühlmittel
Die technische Ausführung der Kühlkreisläufe in Kernkraftwerken hängt vom Reaktortyp ab.
- Druckwasserreaktoren besitzen zwei große Kühlkreisläufe: einen Primärkreislauf und einen Sekundärkreislauf. Im Primärkreislauf hat das Kühlmittel Wasser direkten Kontakt mit den Brennelementen. Er besteht aus dem Reaktordruckbehälter, den Primärkühlmittelpumpen, den Dampferzeugern, dem Druckhalter und den sie verbindenden Rohrleitungen. Der Sekundärkreislauf führt den Frischdampf aus dem Sicherheitsbehälter heraus zur Turbine. Daneben gibt es Not- und Nachkühlsysteme.
- Siedewasserreaktoren besitzen im Gegensatz zu Druckwasserreaktoren nur einen Kühlkreislauf für den normalen Betrieb. Der Dampf wird unmittelbar im Reaktordruckbehälter erzeugt und direkt der Turbine zugeleitet.
- Bei Hochtemperaturreaktoren erfolgt die Kühlung zumeist durch ein Gas. Meist ist dies Helium, das unter einem Druck von 40 bis 60 bar steht.
- Brutreaktoren benötigen wegen ihrer spezifischen reaktorphysikalischen Eigenschaften ein Kühlmittel, das Neutronen möglichst wenig moderiert und absorbiert, aber gute Wärmeübertragungseigenschaften aufweist. Bevorzugt wird daher flüssiges Natrium, das jedoch den Nachteil hat, dass es bei Luftzufuhr in Brand gerät. Andere Flüssigmetalle, die zur Kühlung verwendet werden, sind eutektische Legierungen wie NaK oder Blei-Bismut. Trotz des Vorteils bereits bei Raumtemperatur flüssig zu sein, wird Quecksilber nur sehr selten als Kühlmittel verwendet.
- Beim französischen UNGG, dem britischen Magnox und dem darauf aufbauenden AGR findet die Kühlung mittels CO2 statt

### Theoretisch diskutierte Kühlmittel
Im Verlauf der Entwicklung der Kerntechnik wurden verschiedene Kühlmittel diskutiert oder im Rahmen von Forschungsreaktoren praktisch erprobt. Bisher konnten sie sich jedoch nicht gegen die oben genannten Kühlmittel durchsetzen. Zu nennen sind hier vor allem:
- Organische Kühlmittel – Trotz einiger positiver Eigenschaften (keine Brennbarkeit bei bestimmten Halogenkohlenwasserstoffen, höherer Siedepunkt als Wasser,  gute Eignung als Neutronenmoderator) hat die Radiolyse und daraus folgende (ungewollte) Polymerisation sowie die teilweise Bildung freier Radikale diese Kühlmittel letztlich nicht für den großtechnischen Einsatz geeignet erscheinen lassen
- überkritisches Wasser hätte gegenüber flüssigem Wasser den Vorteil höherer erreichbarer Temperaturen (und damit besserer Prozesswärme bzw. höherer Carnot-Wirkungsgrade), jedoch sind Fragen der Korrosion bis heute ungeklärt.[3] Ähnlich verhält es sich mit CO2 jenseits seines kritischen Punkts. Aufgrund der sehr stark von Druck und Temperatur abhängigen Dichte überkritischer Fluide ließe sich das Neutronenspektrum (höherer bzw. niedrigerer Anteil schneller Neutronen) sehr fein einstellen und je nach Abbrand Brutzahlen nahe an oder sogar über 1 erreichen.[4][5]

## Weitere Anwendungsbereiche
- Konventionelle Kraftwerke: In Kohle-, Gas- und Ölkraftwerken werden Kühlmittelkreisläufe verwendet, um die Turbinen und andere Komponenten vor Überhitzung zu schützen. Wasserdampf ist ein häufiges Kühlmittel in diesen Anwendungen.
- Industrielle Prozesse: In vielen Industriezweigen werden Kühlmittelkreisläufe eingesetzt, um Produktionsanlagen, Maschinen und Werkzeuge auf optimalen Betriebstemperaturen zu halten. Dies gilt insbesondere für die Metallverarbeitung, Kunststoffherstellung und chemische Industrie.
- Fahrzeugkühlung: In Kraftfahrzeugen, Flugzeugen und Schiffen werden Kühlmittelkreisläufe verwendet, um Motoren, Bremsen und elektronische Systeme zu kühlen. Hier kommt oft ein Gemisch aus Wasser und Frostschutzmittel zum Einsatz.[6]
- Klimaanlagen: In Klimaanlagen für Gebäude und Fahrzeuge wird ein Kühlmittelkreislauf verwendet, um Wärme aus dem Innenraum abzuführen und kühle Luft zu erzeugen.
- Elektronik: Elektronische Geräte, darunter Computer und Server, verwenden Kühlmittelkreisläufe, um die Betriebstemperaturen der Komponenten auf einem optimalen Niveau zu halten und eine zuverlässige Funktion sicherzustellen.
- Medizinische Geräte: Einige medizinische Geräte wie Magnetresonanztomographen (MRT) verfügen über Kühlmittelkreisläufe, um die Temperatur der empfindlichen Instrumente zu stabilisieren.  In all diesen Anwendungen spielen Kühlmittelkreisläufe eine entscheidende Rolle bei der Aufrechterhaltung von Betriebseffizienz, Sicherheit und Langlebigkeit der Systeme. Die Wahl des geeigneten Kühlmittels und die Auslegung des Kreislaufs hängen von den spezifischen Anforderungen und Betriebsbedingungen jeder Anwendung ab.[7]

## Kühlmittel
Es gibt verschiedene Arten von Kühlmitteln, die in Kühlkreisläufen verwendet werden können. Die Auswahl des richtigen Kühlmittels hängt von verschiedenen Faktoren ab, einschließlich des Anwendungsbereichs und der Betriebsbedingungen. Einige Häufig verwendete Kühlmittel sind.
1. Wasser: Wasser ist das am häufigsten verwendete Kühlmittel in vielen Kühlkreisläufen. Es ist kostengünstig und hat gute Wärmeübertragungseigenschaften. Allerdings kann reines Wasser bei niedrigen Temperaturen einfrieren und bei hohen Temperaturen verdampfen.
2. Ethylenglykol: Ethylenglykol ist ein weit verbreitetes Frostschutzmittel, das in Kühlsystemen von Fahrzeugen und vielen anderen Anwendungen verwendet wird. Es senkt den Gefrierpunkt von Wasser und erhöht den Siedepunkt, was es ideal für den ganzjährigen Einsatz macht.
3. Propylenglykol: Propylenglykol ist ein alternatives Frostschutzmittel zu Ethylenglykol und wird oft in Anwendungen verwendet, in denen Lebensmittelkontakt vermieden werden muss, da es als sicherer für den Menschen gilt.
4. Glykol-Wasser-Mischungen: Diese Mischungen bestehen aus Wasser und Ethylenglykol oder Propylenglykol und werden in verschiedenen Konzentrationen verwendet, um den Frostschutz und die Siedetemperatur je nach Bedarf anzupassen.
5. Mineralöl: In einigen Industrieanwendungen wird Mineralöl als Kühlmittel verwendet. Es hat gute Schmiereigenschaften und kann hohe Temperaturen aushalten.
6. Luft: Luftkühlungssysteme werden in einigen industriellen Anwendungen und in einigen Fahrzeugen eingesetzt, um die Temperatur zu senken.
7. Kohlendioxid (CO2): Kohlendioxid kann in Hochleistungsanwendungen wie der Kühlung von Computern und elektronischen Geräten verwendet werden.
8. Fluorkohlenwasserstoffe (FKW): Einige fluorhaltige Kühlmittel wie R134a werden in Klimaanlagen und Kühlsystemen für Fahrzeuge und Gebäude verwendet.
9. Ammoniak (NH3): Ammoniak wird in industriellen Kühlsystemen wie Kühllagern und -anlagen verwendet.
10. Silikonöle: Silikonöle können bei hohen Temperaturen und in Hochvakuumanwendungen verwendet werden.[8]